# Sangra
Sangra es un lugar del municipio español de Pinós, perteneciente a la provincia de Lérida, en la comunidad autónoma de Cataluña.

## Toponimia
El lugar puede aparecer referido con las grafías «Sangra» y «Sangrá».

## Historia
Hacia mediados del siglo XIX, el lugar, por entonces con ayuntamiento propio, tenía contabilizada una población de treinta habitantes. Aparece descrito en el decimotercer volumen del Diccionario geográfico-estadístico-histórico de España y sus posesiones de Ultramar de Pascual Madoz con las siguientes palabras:

SANGRÁ: cuadra en la prov. de Lérida, part. jud. de Solsona: sit. á la der. del r. Cardaner, en terreno montuoso y quebrado; clima templado, propenso á catarros y pulmonías: consta de 4 casas, y una igl. dedicada á San Gerardo, aneja de la parr. de Matamargó: confina por N. con Sú; E. Matamargó; S. y O. Ardebol; hay en él varias fuentes escasas. El terreno es montuoso, de secano y de mediana calidad, cruzado por caminos vecinales, y uno que dirige de Torá hácia Cervera y Cardona: recibe la correspondencia de este último punto y de Solsona. prod.: trigo centeno, patatas, pocas legumbres y vino; cria ganado lanar y de cerda, y caza de conejos, perdices y algunas liebres. ind.: un molino harinero. pobl.: 4 vec., 30 alm. cap. prod.: 18,654 rs. contr.: el 14'48 por 100 de esta riqueza.
(Madoz, 1849, p. 734)

El municipio desapareció de cara al censo de 1857 y su término pasó a formar parte del de Pinós.